# Pokrajina Monza in Brianza
Pokrajina Monza in Brianza (v italijanskem izvirniku Provincia di Monza e della Brianza [provìnča di mòndza e dèla briànca], ali kratko Provincia di Monza e Brianza) je ena od dvanajstih pokrajin, ki sestavljajo italijansko deželo Lombardija. Meji na severu s pokrajinama Como in Lecco, na vzhodu s pokrajino Bergamo, na jugu z metropolitanskim mestom Milano in na zahodu s pokrajino Varese. Ustanovljena je bila leta 2004 z odcepitvijo 55 občin od Milanske pokrajine in je popolnoma operativna od leta 2009. Do upravne samostojnosti leta 2009 je bila pokrajina v upravi Milanske pokrajine, pod nadzorstvom posebnega komisarja.

## Večje občine
Glavno mesto pokrajine je Monza. Ostala večja mesta so (2011):
| Mesto   | Prebivalcev |
| ------- | ----------- |
| Monza   | 122.337     |
| Lissone | 43.169      |
| Seregno | 43.163      |
| Desio   | 40.633      |
|         |             |

## Naravne zanimivosti
Seznam zaščitenih področij v pokrajini:
- Regijski park Groane (Parco delle Groane)
- Regijski park Valle del Lambro (Parco della Valle del Lambro)
- Krajinski park Brianza centrale (Parco Brianza centrale)
- Krajinski park Brughiera Briantea (Parco della Brughiera Briantea)
- Krajinski park Grugnotorto-Villoresi (Parco del Grugnotorto-Villoresi)
- Krajinski park Molgora (Parco della Molgora)
- Krajinski park Rio Vallone (Parco Rio Vallone)
- Krajinski park La Valletta (Parco agricolo La Valletta)
- Krajinski park Colli Briantei (Parco dei Colli Briantei)
- Krajinski park Cavallera (Parco agricolo della Cavallera)
- Krajinski park Monza (Parco di Monza)
- Naravni rezervat Bosco delle Querce (Bosco delle Querce)
- Naravni rezervat Bosco della Cassinetta (Bosco della Cassinetta)

## Zgodovinske zanimivosti
Pokrajina sestoji iz mesta Monza z okolico in iz večine ozemlja imenovanega Brianza. To zemljepisno ozemlje ima tudi svoj zgodovinski pomen. Sodeč po izkopaninah, so bili prvi zgodovinski prebivalci Kelti. Legenda pravi, da je Brianza dobila ime po keltskem generalu, ki naj bi v četrtem stoletju pr. n. št. zasedel področje. Po njem – ime mu je bilo Brianteo – naj bi se imenovalo pleme in ozemlje, kjer se je pleme naselilo. Rimljani so deželo imenovali Brigantia in ta beseda naj bi prišla v rabo kot oznaka napadalnosti Keltov: v današnji italijanščini pomeni brigante roparja ali razbojnika. Prebivalci Brianze pa raje iščejo izvor imena v keltski besedi brig, to je grič, saj so največ pričanj o Keltih izkopali na griču Colle di Brianza, kjer je stalo veliko svetišče, ki bi lahko predstavljalo središče takratne kulture.